# Bilskirnir (mythologie)
Bilskirnir is in de Noordse mythologie het paleis van Thor. Zoals de Proza-Edda (in Gylfaginning, 21) beschrijft, staat dit paleis in Thrudheim en telt het 540 zalen met evenveel poorten. Daarin lijkt het op gelijk niveau met het Valhöll van Odin, dat eveneens 540 ruimten bevat. Thor woont zelf in Bilskirnir samen met zijn vrouw Sif en hun kinderen.  